# Беззубка лебедина
Беззу́бка лебедина (Anodonta cygnea), або беззубка звичайна — вид прісноводних двостулкових молюсків, поширений у стоячих або слабко проточних прісних водоймах від Європи до Сибіру. Вони не виробляють перлини як інші види двостулкових молюсків.
Вид занесено до Червоної книги України з 2021 року.

## Опис

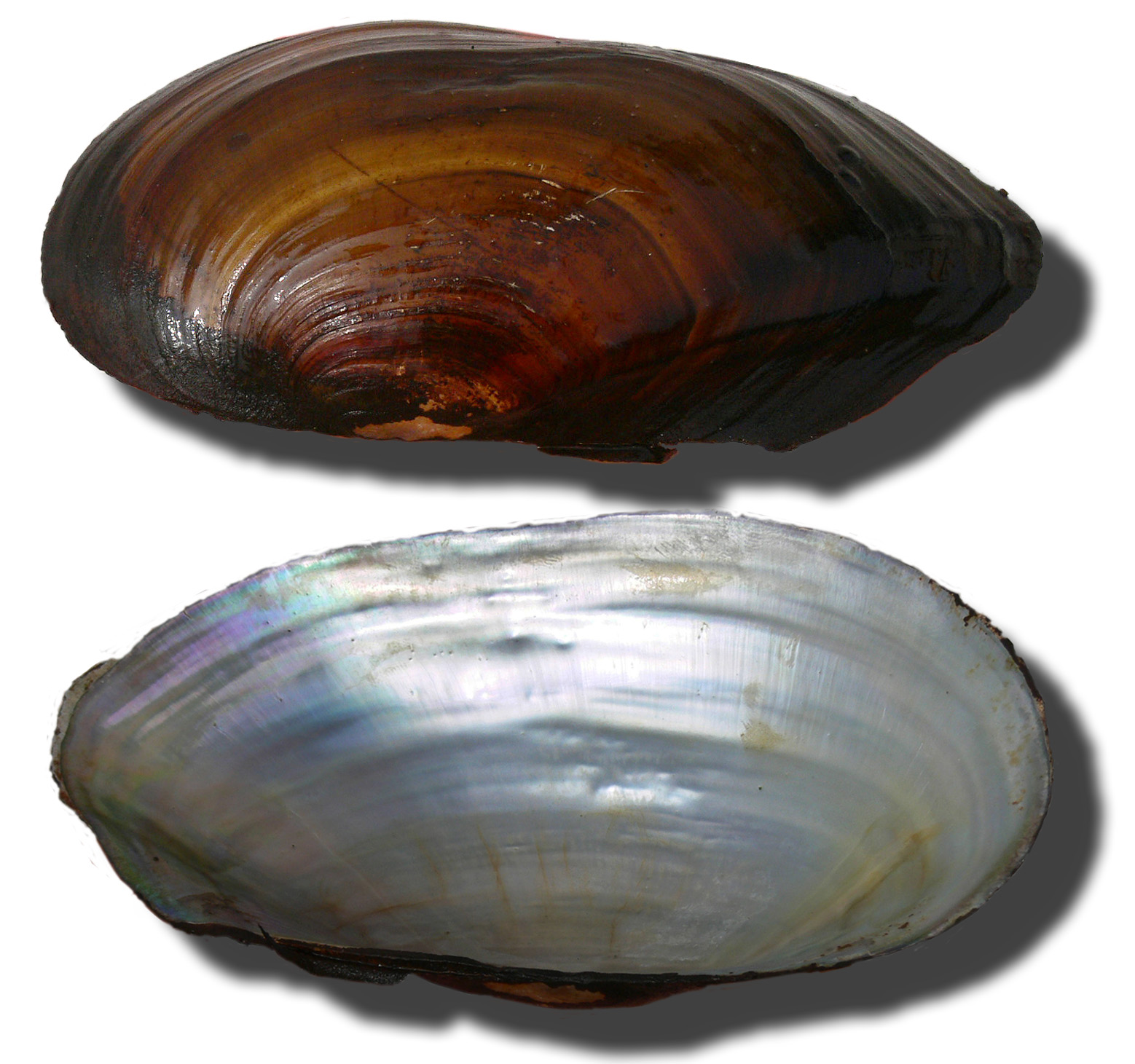

Мешкає на дні водойм, до половини занурюючись у мулистий ґрунт. Черепашка молюска досягає 10 см завдовжки. Її передній кінець заокруглений, а задній дещо загострений. За допомогою ноги беззубка може повільно повзати дном (від 20 до 30 см за годину). У випадку небезпеки беззубка швидко втягує ногу і за допомогою двох м'язів закриває черепашку. Черепашка складається з вапняку. Зовнішня частина вкрита рогоподібною речовиною коричневато-зеленого кольору, а внутрішня — дуже тонким перламутровим шаром. У спинній частині черепашки знаходиться тулуб молюска, від якого відходить нога. Стулки черепашки і складки мантії у задній частині не прилягають щільно одна до одної. В цьому місці утворюються два отвори — сифони.

## Живлення
Живиться шляхом фільтрації води. Разом з водою в мантійну порожнину через ввідний сифон надходять бактерії, водорості, найпростіші та дрібні залишки рослин і тварин. Більші часточки їжі не можуть потрапити в мантійну порожнину, оскільки їх не пропускають решітчасті зяброві пластинки, вкриті війчастим епітелієм. Течія води підносить їжу до рота беззубки, який оточений двома лопатями і розміщений у мантійній порожнині на передньому кінці тіла, біля основи ноги. З рота через короткий стравохід їжа надходить у шлунок, в який відкривається протока печінки, довгу середню кишку, що утворює кілька петель, і коротку пряму, або задню, кишку, яка відкривається у мантійну порожнину.

## Анатомія
Органи дихання представлені зябрами, які пронизані численними кровоносними судинами. До них з води, що омиває зябра, надходить кисень, а у воду виділяється вуглекислий газ.
Кровоносна система незамкнена. Серце складається з двох передсердь і одного шлуночка.
Видільна система представлена двома нирками, протоки яких відкриваються в мантійну порожнину.
Нервова система представлена трьома парами нервових вузлів. Одна пара (головні ганглії) розміщена по боках рота біля закінчення лопатей, друга — під задньою кришкою біля заднього м'яза замикача, а третя — в нозі. Нервові вузли сполучені між собою нервовими перемичками. У зв'язку з малою рухливістю і пасивним живленням нервова система дещо спрощена.
Органи чуття. Окрім пари органів хімічного чуття (осфадіїв) та двох статоцистів біля ноги, на ротових лопатях та краях мантії багато дотикових клітин. Головних щупалець, а часто і органів зору, немає.

## Розмноження

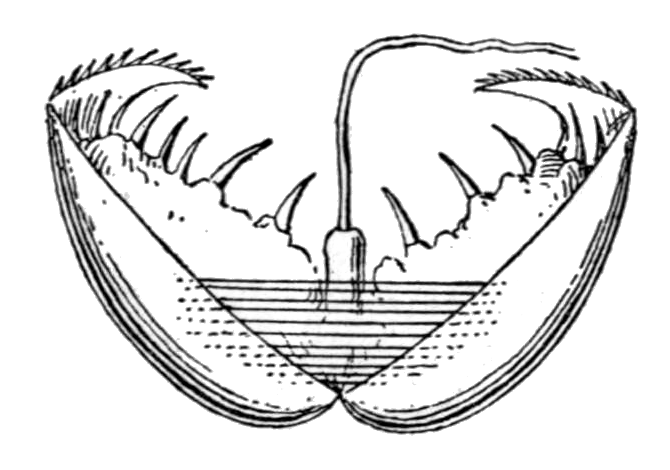
Рисунок глохідія беззубки звичайної. Личинка 0,35 мм довжиною

Беззубки — роздільностатеві тварини. За зовнішнім виглядом самці не відрізняються від самок. Статеві залози парні, розміщені у верхній частині ноги. Самці викидають у воду сперматозоони, що проникають у мантійну порожнину самок, де запліднюють яйця. З них розвиваються личинки із зубчастими стулками. Через вивідний сифон личинки (глохідії) викидаються у воду і прикріплюються до тіла риб, де розвиваються впродовж 1-2 місяців. На цьому місці у риб виникає пухлина. Після дозрівання беззубка розриває шкіру риби і потрапляє на дно. Завдяки паразитичному способу життя на ранніх стадіях розвитку малорухливі беззубки можуть потрапляти в нові (часто дуже віддалені) місця життя.